# Kalki

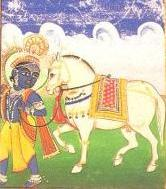
Representação do deus Kalki

Kalki é uma figura da religião hindu. Trata-se do décimo e último grande avatar de Vishnu, o protetor do Universo. Seu nome é freqüentemente tomado como metáfora para "eternidade", "tempo" ou "a morte" relacionado ao futuro e a morte. Segundo os preceitos do hinduísmo, Kalki virá montado em um cavalo branco e desembainhando uma espada flamejante no fim da idade da escuridão, ou Era de Ferro (Kali Yuga) para eliminar o mal e fazer a restauração do dharma. Podendo assim se iniciar um novo ciclo, o começo de uma Satya Yuga.
A tradição hindu permite interpretações diversas do que avatares são e como eles agem. Avatar significa "descida" e indica uma descida da consciência divina em uma manifestações de forma mundana. O Garuda Purana enumera dez avatares, sendo Kalki o décimo. O Bhagavata Purana inicialmente lista vinte e dois avatares, mas cita um adicional de três para um total de vinte e cinco avatares. Ele é apresentado como o vigésimo segundo avatar na lista.
Imagens populares mostram Kalki montado num cavalo branco com asas. Nestas imagens, Kalki aparece brandindo uma espada na mão direita e está empenhado em erradicar a miséria, corrupção e deboche do Kali Yuga. Às vezes, é representado como a forma de um homem com uma cabeça de cavalo, chamado de Vajimukha.